# Fuera del cielo
Fuera del cielo és una pel·lícula mexicana de 2006. Va ser dirigida per Javier Patrón i produïda per Argos Comunicación, Fidecine, Videocine i Cinemex Produccions amb la col·laboració dels Estudios Churubusco i Ollin Studio. Amb guió de Guillermo Ríos i Vicente Leñero adaptat d'un guió original de Guillermo Ríos.

## Sinopsi
La pel·lícula transcorre en un sol dia, en 24 hores exactes. Comença a les 6 del matí amb el retorn, després d'una absència de 5 anys, de Malboro (Demián Bichir), el germà major del Cucut (Armando Hernández) i, a partir d'aquest instant, i amb el pas de les hores, els germans inicien un viatge pels diferents llocs que habiten els seus coneguts, tenint fins a les 6 del matí de l'endemà per a demostrar-se la seva proximitat i lleialtat.

## Repartiment
- Demián Bichir - Everardo Sánchez, alias "El Malboro"
- Armando Hernández - "Cucú" Sánchez
- Damián Alcázar - oficial Rojas
- Rafael Inclán - Tío Jesús
- Elizabeth Cervantes - Rebeca
- Martha Higareda - Elisa
- Dolores Heredia - Sara
- Itari Marta - Rocío
- Ricardo Blume - Senador García Luna
- Rosa María Bianchi - La señora García Luna

## Premis
En la XLIX edició dels Premis Ariel Isela Vega va guanyar el premi a la millor coactuació femenina i fou nominat als de millor opera prima, millor direcció i millor actor També va rebre el Premi Mayahuel de Plata al millor director del Festival Internacional de Cinema de Guadalajara.